# 天竜スーパー林道
天竜スーパー林道（てんりゅうスーパーりんどう）は、静岡県浜松市天竜区内にある林道である。スーパー林道天竜線ともいう。

## 概要
静岡県北遠地域を流れる天竜川東部の山中を縦断する林道で、浜松市天竜区東雲名を起点に、同区龍山町 - 春野町 - 佐久間町の境界を抜けて水窪町の水窪ダムまで続く延長全長約53kmのスーパー林道（特定森林地域開発林道）である。国道152号（秋葉街道）から天竜川に架かる雲名橋（うんなはし）を渡ったところに、秋葉山本宮秋葉神社方面へと向かう天竜スーパー林道（スーパー林道天竜線）の起点があり、林道はここから北側の山を登って尾根沿うように秋葉山（標高886m）、竜頭山（1352m）、井戸口山（1335m）、門桁山（1384m）、麻布山（1685m）を巡る深い山中の森林地帯を走って、終点・水窪ダムまで続く。
森林資源の開発利用と産業振興、地域開発を目的に1984年（昭和59年）に総工費81億円（当時）をかけて整備がなされ、日本のスーパー林道の中では19番目に完成した路線である。
道幅は1車線と狭いが、全線が舗装されている。
南側区間沿線の秋葉山にある秋葉山本宮秋葉神社は、火防の神で知られた全国にある秋葉神社の総本宮で、林道は秋葉神社の参道にもなっている。秋葉神社を越えて北に延びる尾根筋を走ると、山々を望む展望の開けた山岳道路へと変化する。

### 路線データ
- 起点：浜松市天竜区東雲名[4]
- 終点：浜松市天竜区水窪町 水窪ダム[4]
- 総延長：52.9 km[4]
- 幅員：5.0 m[4]
- 最急勾配：10.0 %[4]
- 最小半径：20.0 m[4]
- 事業主体：浜松市役所産業部天竜森林事務所

## 路線状況
秋葉神社付近から水窪ダムまでの区間は大型バス通行規制があり、12月下旬から3月末まで冬季閉鎖のためゲートが閉められる。秋葉神社や天竜の森など沿線要所には、駐車場やトイレが整備されている。
道路は管理されているものの、アスファルトやグレーチングの剥がれ、落石、土砂流出による路面沈下、狭隘化などが各所で見られる。北へ行くほど顕著で、補修が追いついていない。全線通行可能である期間の方が短く、2020年現在も、野鳥の森線は一部通行止めになっている。

## 地理
道路は全区間が浜松市天竜区内にあって、山裾のV字谷を流れる天竜川から高度を上げてゆき、20kmほど進むと高度1000mを越え天竜の森まで駆け上がる。竜頭山の尾根筋に沿って標高1200m前後で道路は走り、麻布山登山口から終点・水窪ダムへは長い下りで高度を下げる。
南部15kmまでの区間は、木材の産地で天竜美林と呼ばれるスギやヒノキの人工林、北部にいくに従ってブナやミズナラ、カエデなど広葉樹の原生林が広がる森林地帯となる。道路の途中の竜頭山周辺エリアには、総面積約95ヘクタールある森林公園「天竜の森」があり、「杣人（そまびと）の森」「野鳥の森」「修験の森」の3つの森に分かれた、ハイキングやトレッキングの観光拠点となっている。門桁山周辺にはブナの原生林が広がり、ヤマガラをはじめアカゲラやクマタカなどの希少な野鳥が生息する。道路の所々からは、遠く南アルプス（赤石山脈）や恵那山、木曽御嶽山などの山並みを一望し、眼下に北遠地域の深い山々を見渡すことができる。

### 交差する道路
- 静岡県道285号（天竜区東雲名）
- 静岡県道286号（天竜区東雲名）
- 林道戸倉線（天竜区龍山町戸倉）：起点から9km地点。西へ分岐し、秋葉ダム、国道152号方面へ連絡する。
- 林道上千代線（天竜区龍山町下平山）：起点より12km地点。西へ分岐し、瀬尻橋、国道152号方面へ連絡する。
- 林道久保田線（天竜区春野町宮川）：起点より13km地点。東へ分岐し、天竜スーパー林道と平行する国道362号へ連絡する。
- 林道阿字山線（天竜区春野町宮川・春野町気田）：起点より14km地点。一本杉休憩所（廃屋）がある。東へ分岐し、国道362号へ連絡する。
- 林道大久保線（天竜区春野町豊岡）：起点より21km地点。東へ分岐し、小石間隧道、国道362号方面へ連絡する。
- 林道牧ノ沢線（天竜区佐久間町上平山）：起点より21km地点。八尺坊の案内板がある。西へ分岐し、送電塔で行止り。
- 林道福沢線（天竜区佐久間町大井）：起点より27km地点。天竜の森北側にある。西へ分岐し、国道152号へ連絡する。
- 静岡県道389号（天竜区水窪町山住）：起点から36km地点。山住峠（標高1067m）で交差する。
- 林道天竜線：天竜スーパー林道の山住峠以南の名称。
- 林道野鳥の森線：天竜スーパー林道の山住峠以北の名称。

### 沿線
- 秋葉山本宮秋葉神社
- 天竜の森
- 竜頭山（標高1351.6m）
- 山住神社
- 家労平・カモシカと森の体験館
- 常光寺山（標高1438.5m）
- 野鳥の森
- 麻布山（標高1685.1m）
- 水窪ダム